# Apotolamprus mahajangaensis
Apotolamprus mahajangaensis là một loài bọ cánh cứng trong họ Bọ hung (Scarabaeidae).